# Tchila'un
Tchila'un o Chilaun fou un general mongol de Genguis Kan, de la tribu dels suldus.
Junt al seu pare Sorkan Chira i el seu germà Tchimbaï, va ajudar a escapar a Genguis Kan (llavors Temudjin) quan aquest fou capturat a la muntanya Khentei o Kenteï per homes enviats pel cap del clan tayitchi'ut, Tarqutaï Kiriltug i el seu germà Todoyan Girte, fills d'Ambaqaï, que aspiraven a la reialessa i temian que Temudjin els pogués disputar el lloc.
Quan Gengis Khan ja havia estat proclamat dels mongols (ho fou el 1194) però encara era vassall de Wang Khan dels kerait, hi va haver una guerra entre naimans i kerait. En la part final de la lluita els naiman van envair el país kerait, i Djagambu (germà de Wang khan) i Ilqa Sangun (fill de Wang Khan) van haver de fugir. Wang va cridar en ajut a Genguis Kan, que li va enviar els seus «quatre grans guerrers» (dorben kulu'ud) és a dir a Bo'ortchu, Muqali, Boroqul i Tchila'un, que van salvar al darrer moment a Sangun, van expulsar els naiman de les terres kerait i van recuperar el bestiar agafat pels naiman. Qassar, germà de Genguis Kan, va acabar la campanya amb una gran victòria sobre els naiman.